# Milan (Nou Mèxic)
Milan és una població dels Estats Units a l'estat de Nou Mèxic. Segons el cens del 2000 tenia 1.891 habitants.

## Demografia
Segons el cens del 2000, Milan tenia 1.891 habitants, 673 habitatges, i 475 famílies. La densitat de població era de 250,9 habitants per km².
Dels 673 habitatges en un 39,5% hi vivien nens de menys de 18 anys, en un 49% hi vivien parelles casades, en un 15,8% dones solteres, i en un 29,3% no eren unitats familiars. En el 24,7% dels habitatges hi vivien persones soles el 9,4% de les quals corresponia a persones de 65 anys o més que vivien soles. El nombre mitjà de persones vivint en cada habitatge era de 2,81 i el nombre mitjà de persones que vivien en cada família era de 3,33.
Per edats la població es repartia de la següent manera: un 32,6% tenia menys de 18 anys, un 10,7% entre 18 i 24, un 26,9% entre 25 i 44, un 19,6% de 45 a 60 i un 10,3% 65 anys o més.
L'edat mediana era de 30 anys. Per cada 100 dones de 18 o més anys hi havia 93,6 homes.
La renda mediana per habitatge era de 24.635 $ i la renda mediana per família de 26.776 $. Els homes tenien una renda mediana de 28.594 $ mentre que les dones 18.750 $. La renda per capita de la població era de 10.463 $. Aproximadament el 21,9% de les famílies i el 28,2% de la població estaven per davall del llindar de pobresa.

## Poblacions més properes
El següent diagrama mostra les poblacions més properes.